# Ugo (cardinal, 1190)
Ugo, aussi Ugo Bobone, (né à Rome et mort le 9 mars 1206 à Rome) est un cardinal italien du XIIe siècle et du début du XIIIe siècle. Il est membre de la famille des Bobone et est un neveu du pape Célestin III.

## Biographie
Ugo est un jurisconsulte éminent. Il est archiprêtre de la basilique Saint-Pierre. 
Le pape Clément III le crée cardinal lors du consistoire du septembre 1190. Il ne participe pas à l'élection du pape Célestin III en 1191, mais il participe à l'élection d'Innocent III en 1198. Il est demandé par les papes Célestin III et Innocent III comme arbitre auprès de tribunaux romains. Il fait l'enquête du meurtre de l'évêque Conrad de Wurtzbourg.